# Houston Oilers 1992
La stagione 1992 degli Houston Oilers è stata la 23ª della franchigia nella National Football League, la 33ª complessiva Con 10 vittorie e 6 sconfitte la squadra vinse si classificò al secondo posto della AFC Central division, qualificandosi ai playoff per il sesto anno consecutiv, oall’epoca la striscia attiva più lunga della NFL. Nei playoff tuttavia gli Oilers subirono una sconfitta storica, sprecando un vantaggio di 35-3 nel turno delle wild card contro i Buffalo Bills e perdendo per 41-38 ai tempi supplementari. Fu la maggiore rimonta della storia della NFL (stagione regolare e playoff) ed è passata alla storia come "The Comeback".

## Scelte nel Draft 1992
| Scelte degli Oilers nel Draft 1992 |        |                  |                  |               |
| Giro                               | Scelta | Giocatore        | Ruolo            | College       |
| 2                                  | 50     | Eddie Robinson   | Linebacker       | Alabama State |
| 3                                  | 77     | Corey Harris     | Wide receiver    | Vanderbilt    |
| 4                                  | 108    | Mike Mooney      | Offensive tackle | Georgia Tech  |
| 5                                  | 133    | Joe Bowden       | Linebacker       | Oklahoma      |
| 5                                  | 135    | Tony Brown       | Defensive back   | Fresno State  |
| 5                                  | 136    | Tim Roberts      | Defensive tackle | Southern Miss |
| 6                                  | 162    | Mario Bailey     | Wide receiver    | Washington    |
| 7                                  | 189    | Elbert Turner    | Wide receiver    | Illinois      |
| 8                                  | 220    | Bucky Richardson | Quarterback      | Texas A&M     |
| 9                                  | 247    | Bernard Dafney   | Offensive tackle | Tennessee     |
| 10                                 | 274    | Dion Johnson     | Wide receiver    | East Carolina |
| 11                                 | 301    | Anthony Davis    | Linebacker       | Utah          |
| 12                                 | 332    | Joe Wood         | Placekicker      | Air Force     |

## Calendario
| Stagione regolare |                        |                    |
| Turno             | Avversario             | Risultato          |
| 1                 | Pittsburgh Steelers    | S 29–24            |
| 2                 | at Indianapolis Colts  | V 20–10            |
| 3                 | Kansas City Chiefs     | V 23–20            |
| 4                 | San Diego Chargers     | V 27–0             |
| 5                 | Settimana di pausa     | Settimana di pausa |
| 6                 | at Cincinnati Bengals  | V 38–24            |
| 7                 | at Denver Broncos      | S 27–21            |
| 8                 | Cincinnati Bengals     | V 26–10            |
| 9                 | at Pittsburgh Steelers | S 21–20            |
| 10                | Cleveland Browns       | S 24–14            |
| 11                | at Minnesota Vikings   | V 17–13            |
| 12                | at Miami Dolphins      | S 19–16            |
| 13                | at Detroit Lions       | V 24–21            |
| 14                | Chicago Bears          | V 24–7             |
| 15                | Green Bay Packers      | S 16–14            |
| 16                | at Cleveland Browns    | V 17–14            |
| 17                | Buffalo Bills          | V 27–3             |

## Classifiche
| AFC Central             | AFC Central | AFC Central | AFC Central | AFC Central | AFC Central | AFC Central | AFC Central | AFC Central | AFC Central |
|                         | V           | S           | P           | PCT         | DIV         | CONF        | PF          | PA          | STR.        |
| ----------------------- | ----------- | ----------- | ----------- | ----------- | ----------- | ----------- | ----------- | ----------- | ----------- |
| (1) Pittsburgh Steelers | 11          | 5           | 0           | .688        | 5–1         | 10–2        | 299         | 225         | V1          |
| (5) Houston Oilers      | 10          | 6           | 0           | .625        | 3–3         | 7–5         | 352         | 258         | V2          |
| Cleveland Browns        | 7           | 9           | 0           | .438        | 3–3         | 5–7         | 272         | 275         | S3          |
| Cincinnati Bengals      | 5           | 11          | 0           | .313        | 1–5         | 4–8         | 274         | 364         | S1          |